# Мореда-де-Алава
Мореда-де-Алава (ісп. Moreda de Álava (офіційна назва), баск. Arabako Moreda) — муніципалітет в Іспанії, у складі автономної спільноти Країна Басків, у провінції Алава. Населення — 261 осіб (2009).
Муніципалітет розташований на відстані близько 260 км на північний схід від Мадрида, 42 км на південний схід від Віторії.

## Демографія
Динаміка населення (INE ):

## Галерея зображень

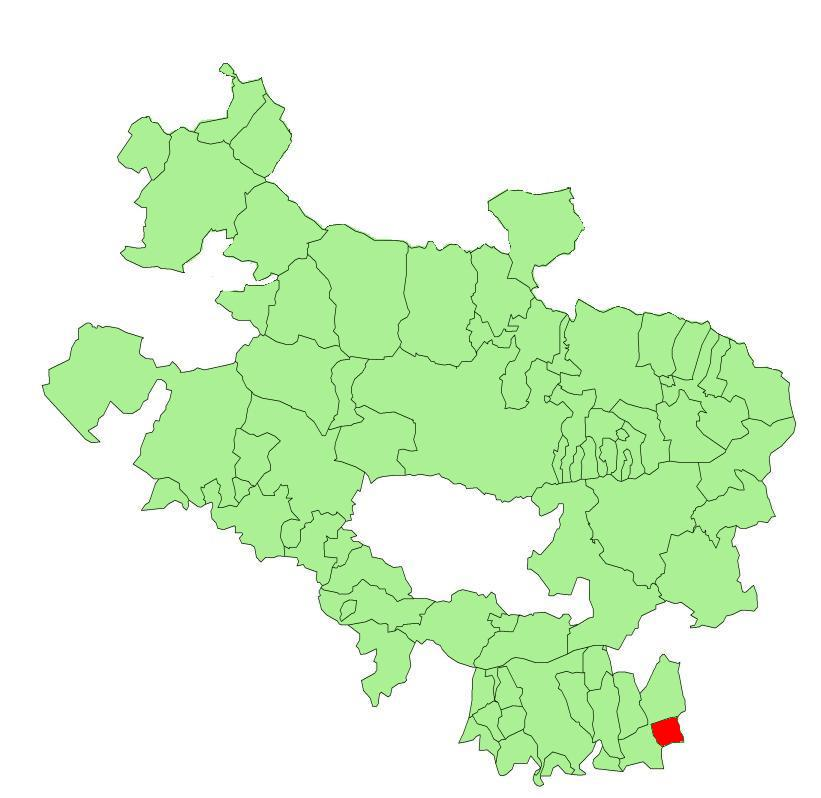
Розташування муніципалітету
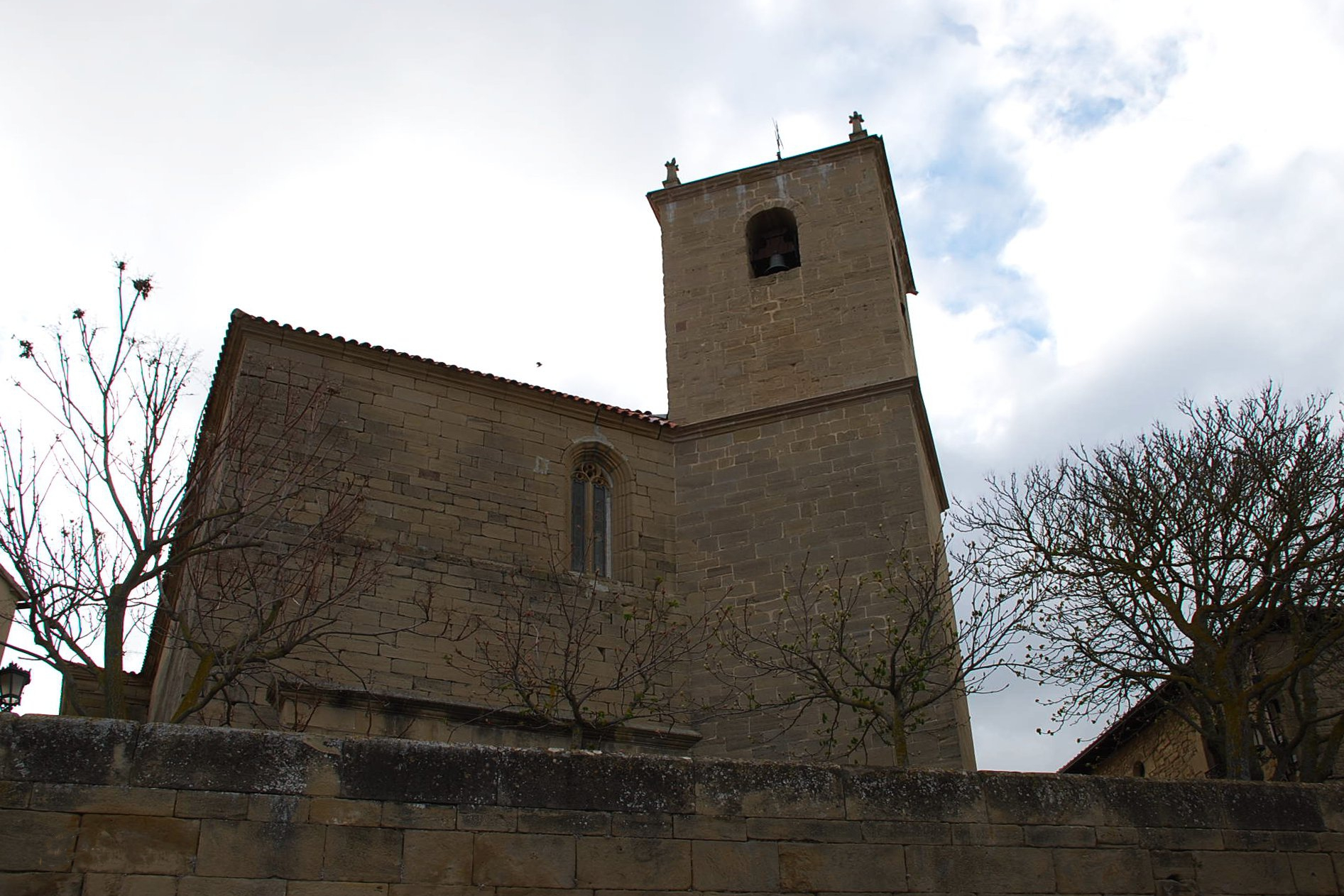
Церква у Мореді